# Sandra Botha
Celia-Sandra Botha (25 de febrero de 1945) es una política sudafricana, quién sirvió como embajadora de Sudáfrica en la República Checa. Fue la dirigente de la oposición en la Asamblea Nacional, por la Alianza Democrática y su dirigente, Helen Zille. Anunció su intención de un paso atrás de su posición después de la elección general sudafricana de 2009, para ser embajadora. Su término en Praga acabó en junio de 2013.

## Carrera y primeros años
Nacida de una familia de agricultores afrikáner en Viljoenskroon, Estado Libre Orange. También dio charlas con el Tablero Cítrico para ayuda de invierno a labriegos. 
Se matriculó en el Parys High School, Botha completó un año en Nueva York con la ayuda de una beca. Más tarde obtine un BA grado en economía en Stellenbosch University.
Está casada ex MP Andries Johannes Botha y la pareja tiene cinco niños y cinco nietos. Botha hizo en Sesotho grado de lingüística en UNISA.
Botha se implicó en el movimiento del antiapartheid. Junto con Helen Zille, Botha fue parte del movimiento de Fajín Negro.[cita requerida] se relaciona con otros políticos de pro-apartheid de Sudáfrica, incluyendo P.W. Botha O Pik Botha.

## Líder de la oposición en la Asamblea Nacional
En mayo de 2007, Sandra fue elegida por la Alianza Democrática como su dirigente representativo y Líder oficial de la oposición. Obtuvo una mayoría sobre el anterior NP ministro de gabinete, Tertius Delport. 
Hasta que dejó el Parlamento en 2009, Botha ha desafiado el gobierno en 2008 afirmó que cuatro doctores blancos en el Cabo Occidental reubicados en el extranjero. Las políticas de acción afirmativa de Sudáfrica supuestamente les impedian trabajar en hospitales públicos, a pesar de la escasez de médicos y muchas vacantes en la provincia. Entonces el presidente Thabo Mbeki negó que fuera el caso y reacusó a Botha pora alegar en contra basada en un solo artículo periodístico.
Se vio involucrada junto a otros miembros del DA en el caso conocido sobre la estafa de los vales de viaje de los parlamentarios -denominada 'Travelgate.Implicaba a más de 30 miembros del Parlamento como cómplices y beneficiarios de un plan de fraude a gran escala , en virtud del cual el Parlamento, sin saberlo, compensaba a los parlamentarios y a las agencias de viajes privadas con millones de rands en gastos de viaje ficticios. 